# Nigeria Entertainment Awards
De Nigeria Entertainment Awards is een entertainmentprijs vanuit de Verenigde Staten van Amerika voor de beste muziek, film en overig entertainment van Nigeriaanse artiesten op het wereldtoneel. De prijs wordt sinds 2006 uitgereikt en heeft ook enkele categorieën voor niet-Nigeriaanse Afrikaanse artiesten.
De prijs heeft categorieën in de muziek (beste single, beste album, beste nieuwe act, vrouwelijke artiest, mannelijke artiest maar ook genrespecifieke prijzen), film (beste acteur/actrice, beste ondersteunende acteur/actrice, beste film enz) en voor de bredere entertainmentindustrie (persoonlijkheid van het jaar, komiek, dj, model, enz). In totaal zijn er enkele tientallen categorieën, waarvan de lijst jaarlijks nog weleens wisselt.

## Evenement
De prijzen worden traditioneel jaarlijks uitgereikt tijdens een ceremonie in de Verenigde Staten. In 2019 zouden de prijzen worden uitgereikt in Johannesburg (Zuid-Afrika), maar deze editie werd afgelast - vanwege xenofobische onrust in het land. Tegelijk was er in Nigeria sprake van boycotts en represailles tegen Zuid-Afrika.
| Editie                            | Datum uitreiking  | Locatie                                                                     | Host(s)                                             |
| --------------------------------- | ----------------- | --------------------------------------------------------------------------- | --------------------------------------------------- |
| 2006 Nigeria Entertainment Awards | 28 juli 2006      | Clarice Smith Performing Arts Center, College Park (Maryland)               | Michael Blackson                                    |
| 2007 Nigeria Entertainment Awards | juni 2007         | Skirball Center for the Performing Arts, New York                           | Julius Agwu                                         |
| 2008 Nigeria Entertainment Awards | juni 2008         | Skirball Center for the Performing Arts, New York                           | Raz Adoti (Amistad) en Tatiana (Big Brother Africa) |
| 2009 Nigeria Entertainment Awards | 9 juni 2009       | Cramton Auditorium, Washington D.C.                                         | Basorge, Omoni Oboli en Ebbe Bassey                 |
| 2010 Nigeria Entertainment Awards | 18 september 2010 | BMCC Tribeca Performing Art Center, New York                                | Omawumi                                             |
| 2011 Nigeria Entertainment Awards | 5 september 2011  | Symphony Space Peter Sharp Theater, New York                                | Funke Akindele en Julius Agwu                       |
| 2012 Nigeria Entertainment Awards | 2 september 2012  | Skirball Center for the Performing Arts, New York                           | Funke Akindele en Ayo Makun                         |
| 2013 Nigeria Entertainment Awards | 1 september 2013  | Skirball Center for the Performing Arts, New York                           | Basket Mouth                                        |
| 2014 Nigeria Entertainment Awards | 31 augustus 2014  | Skirball Center for the Performing Arts, New York                           | Funke Akindele, Bovi en Gbemi                       |
| 2015 Nigeria Entertainment Awards | 6 september 2015  | Skirball Center for the Performing Arts, New York                           | Osas Ighodaro en Ice Prince                         |
| 2016 Nigeria Entertainment Awards | 4 september 2016  | BMCC Tribeca Performing Arts Center, New York                               | Richard Mofe Damijo en Ebbe Bassey                  |
| 2017 Nigeria Entertainment Awards | 3 september 2017  | Symphony Space Peter Sharp Theater, New York                                | Emma Nyra                                           |
| 2018 Nigeria Entertainment Awards | 10 november 2018  | University of the District of Columbia Theater of the Arts, Washington D.C. | Charles Okocha                                      |
| 2019 Nigeria Entertainment Awards | 4 oktober 2019    | (afgelast)                                                                  |                                                     |